# Trae Ireland
Trae Ireland (* 8. April 1978 in Chicago, Illinois) ist ein US-amerikanischer Schauspieler, Filmproduzent, Filmregisseur und Drehbuchautor.

## Leben
Ireland wurde am 8. April 1978 in Chicago geboren. Seine Filmschauspielkarriere begann Anfang der 1990er Jahre mit einer Nebenrolle in Die andere Mutter aus dem Jahr 1993. In den nächsten Jahren konnte er sich durch Nebenrollen in Spiel- und Fernsehfilmen sowie Darstellungen in Fernsehserien als Schauspieler etablieren. 2008 war er für den Film First Sunday für die Produktion mitverantwortlich. Später folgten auch Tätigkeiten in der Regie und als Drehbuchautor. 2016 spielte er im Film Villain Squad – Armee der Schurken die Rolle des Blaubart. Sein 2018 erschienener Film Pierre Jackson wurde mit einigen Preisen ausgezeichnet. Unter anderen wurde Ireland mit dem Hollywood African Prestigious Awards als bester Darsteller ausgezeichnet. 2020 wirkte er im Musikvideo zum Lied Young N Restless der Sängerin Miracle Reigns mit.

## Filmografie (Auswahl)

### Schauspiel
- 1993: Die andere Mutter (Losing Isaiah)
- 1999: The Prodigy
- 1999: Moesha (Fernsehserie, Episode 5x03)
- 1999: Light It Up
- 2000: JAG – Im Auftrag der Ehre (JAG, Fernsehserie, Episode 5x14)
- 2000: Noch mal mit Gefühl (Once and Again, Fernsehserie, Episode 1x20)
- 2000: Sex, Lügen und Hollywood (Kiss Tomorrow Goodbye, Fernsehfilm)
- 2000: Luka (Kurzfilm)
- 2000: The Playaz Court
- 2001: Strong Medicine: Zwei Ärztinnen wie Feuer und Eis (Strong Medicine, Fernsehserie, Episode 1x17)
- 2001: Mord ist ihr Hobby – Der letzte freie Mann (Murder, She Wrote: The Last Free Man, Fernsehfilm)
- 2002: All About the Money (All About the Benjamins)
- 2002: Makin' Baby
- 2003: Shade
- 2004: Breakin’ All the Rules
- 2004: Out on Parole
- 2004: Ray
- 2004: CSI: NY (Fernsehserie, Episode 1x02)
- 2005: Coach Carter
- 2005: Eve (Fernsehserie, Episode 3x11)
- 2007: Bunny Whipped
- 2007: Cordially Invited
- 2008: 2 Please
- 2008: 2 Please: Animated
- 2008: The Firm 1-2
- 2008: Welfare Checks
- 2008–2010: Sex Chronicles (Fernsehserie, 12 Episoden)
- 2009: Pimp 24/7 (Fernsehfilm)
- 2010: Takers – The Final Job (Takers)
- 2010: Twisted Path
- 2010–2011: Love That Girl! (Fernsehserie, 2 Episoden)
- 2011: Hollywoo
- 2012: What My Husband Doesn't Know
- 2012: A Beautiful Soul
- 2012: David E. Talbert Presents: A Fool and His Money
- 2012: Undercurrent
- 2013: Bones – Die Knochenjägerin (Bones, Fernsehserie, Episode 8x12)
- 2013: Meet the Cleavers – Familienfeste und andere Katastrophen (Cleaver Family Reunion)
- 2013: Holla II
- 2013: The Contract (Kurzfilm)
- 2013: Liebe im Gepäck (Baggage Claim)
- 2013: 13/13/13
- 2013: Angry Insecure Men (Kurzfilm)
- 2014: Patterns of Attraction
- 2014: About Last Night
- 2014: Assistant Motives
- 2014: A.I.M: Angry Insecure Men
- 2015: Die Trauzeugen AG (The Wedding Ringer )
- 2015: Love Code (Kurzfilm)
- 2015: Emergency Contact (Fernsehfilm)
- 2015: Past Tense (Kurzfilm)
- 2015: Mercy for Angels
- 2015: Shady Bunch (Fernsehserie)
- 2015: Star der Nächte (Chocolate City)
- 2015: Vices: Pilot (Kurzfilm)
- 2015: Chosen Kin (Fernsehserie, Episode 1x03)
- 2015: The Condo
- 2015: Possession (Fernsehserie)
- 2015: Blackout (Kurzfilm)
- 2016: NiaJeanRose (Fernsehserie, 2 Episoden)
- 2016: Betrothed
- 2016: Villain Squad – Armee der Schurken (Sinister Squad)
- 2016: For the Love of Christmas
- 2016: Deadly Reunion
- 2017: The Hills
- 2017: Chocolate City: Vegas
- 2017: From Jennifer
- 2017: Chosen Kin Origins (Fernsehserie, Episode 1x05)
- 2017: SMILF (Fernsehserie, Episode 1x06)
- 2017: Just the Three of Us (Fernsehserie)
- 2017–2020: Family Time (Fernsehserie, 3 Episoden, verschiedene Rollen)
- 2018: Chosen Kin Origins: New Breed (Fernsehserie)
- 2018: Pierre Jackson
- 2019: S.W.A.T. (Fernsehserie, Episode 2x11)
- 2019: Betrayed (Fernsehserie, 2 Episoden)
- 2019: Verotika
- 2019: Perfectly Single
- 2019: Leicht wie eine Feder (Light as a Feather, Fernsehserie, 3 Episoden)
- 2019: Just a Friend
- 2019: I Left My Girlfriend for Regina Jones
- 2020: A Familiar Lie
- 2020: French Connection (Fernsehserie, 2 Episoden)
- 2020: It Comes
- 2021: American Gangster: Trap Queens (Fernsehserie, 2 Episoden)
- 2021: Ayanna Shon's Christmas Hypnosis
- 2021: Tamera Hill's The Matchmaker
- 2021: Fortress – Stunde der Abrechnung (Fortress)
- 2022: House Out of Order (Fernsehserie, Episode 1x01)
- 2022: Blunt News
- 2022: Tales from the Other Side
- 2022: Journeyman Movie (Kurzfilm)
- 2022: Chicago P.D. (Fernsehserie, Episode 10x02)
- 2022: Sawed Off
- 2022: Adam + Eve
- 2022: All I Want for Christmas
- 2023: Searching for Mr. Right

### Produktion
- 2008: First Sunday
- 2008: 2 Please
- 2008: 2 Please: Animated
- 2008: Backstabbers 1-3 (Kurzfilm)
- 2009: Pimp 24/7 (Fernsehfilm)
- 2009: Armored
- 2010: Sterben will gelernt sein (Death at a Funeral)
- 2015: Chosen Kin (Fernsehserie, Episode 1x03)
- 2015: The Condo
- 2016: For the Love of Christmas
- 2017: The Hills
- 2017: Chocolate City: Vegas
- 2017: Chosen Kin Origins (Fernsehserie)
- 2017: Just the Three of Us (Fernsehserie)
- 2018: Chosen Kin Origins: New Breed (Fernsehserie)
- 2018: Pierre Jackson
- 2018–2022: The Artist's Process (Fernsehserie, 23 Episoden)
- 2019: Just a Friend
- 2019: I Left My Girlfriend for Regina Jones
- 2020: A Familiar Lie
- 2021: Ayanna Shon's Christmas Hypnosis
- 2021: A Mouthful of Sin (Fernsehserie, 2 Episoden)
- 2022: Journeyman Movie (Kurzfilm)
- 2022: Sawed Off
- 2022: The Gen Zone (Fernsehserie, 6 Episoden)

### Regie
- 2017: Just the Three of Us (Fernsehserie)
- 2020–2022: Arnold's Caribbean Pizza (Fernsehserie, 6 Episoden)
- 2021: A Mouthful of Sin (Fernsehserie, 2 Episoden)
- 2022: House Out of Order (Fernsehserie, Episode 1x01)
- 2022: The Gen Zone (Fernsehserie, 5 Episoden)

### Drehbuch
- 2008: Backstabbers 1–3 (Kurzfilm)
- 2008: The Firm 1–2
- 2017: Just the Three of Us (Fernsehserie)